# Dokō Toshio

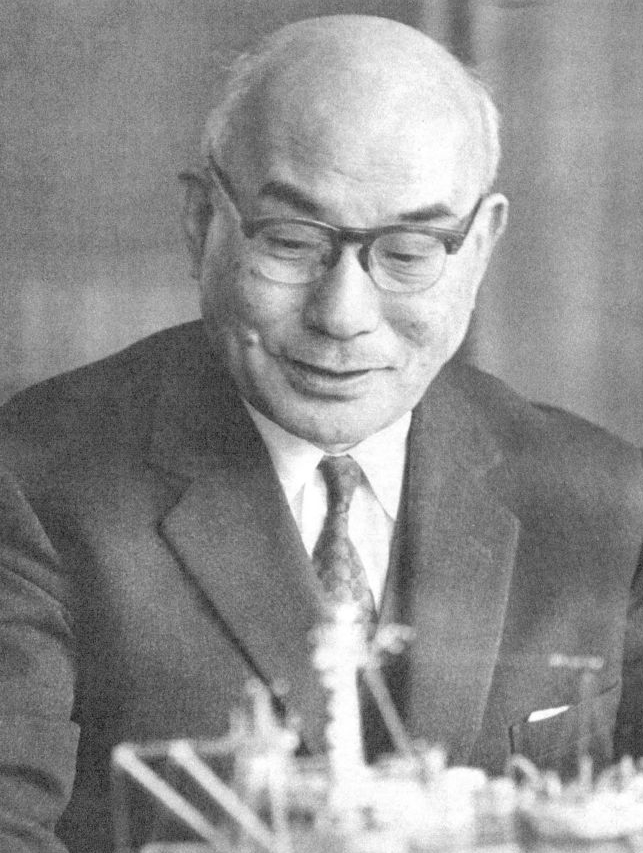
Dokō Toshio

Dokō Toshio (japanisch 土光 敏夫; geboren 15. September 1896 in Ōno (大野村) in der Präfektur Okayama; gestorben 4. August 1988) war ein politisch aktiver japanischer Unternehmer der Shōwa-Zeit.

## Leben und Werk
Dōko Toshio machte 1920 seinen Abschluss an der Technischen Oberschule Tōkyō (東京高等工業学校, Tōkyō kōtō kōgyō gakkō), der heutigen Tōkyō Kōgyō Daigaku. Nach Abschluss der Ausbildung trat er in die Firma Schiffbaufirma Ishikawajima (東京石川島造船所, Tōkyō Ishikawajima zōsenjo) ein. Während er später die Ishikawajima Schwerindustrie (石川島重工業, Ishikawajima jūkōgyō) leitete, organisiert er den Zusammenschluss mit der Schiffsbau-Unternehmen Harima (播磨造船所). 1960 wurde er Präsident der neuformierten Ishikawa-Harima Heavy Industries (IHI).
Auf Wunsch des Präsidenten des Keidanren Ishizaka Taizō (1886–1975) wurde er Präsident der in Schwierigkeiten geratenen Firma Toshiba. Ihm gelang es in acht Jahren, Management und Mitarbeiter so zu motivieren, dass die Firma wieder Gewinn machte.
Nachdem Dōko 1974 selbst Präsident des Keidanren wurde, leistete er erfolgreich Widerstand gegen eine Novellierung des Antimonopol-Gesetzes. Er widersetzte sich dem Bestreben der Liberaldemokratischen Partei LDP, die Keidanren für die Anwerbung von Parteispenden missbrauchen wollte. Er setzte sich für ein vorläufiges Verbot von politischen Aktivitäten öffentlich-rechtlicher Einrichtungen ein.
1980 beendete Dōko seine Präsidentschaft des Keidanran. 1981 wurde er, 84 Jahre alt, von Premierminister Suzuki gebeten, den Vorsitz des 2. temporären Rates zur Untersuchung der staatlichen Verwaltung (第２次臨時行政調査会 Dai-niji rinji gyōsei chōsakai) zu übernehmen, worauf er im ganzen Land Versammlungen zur Diskussion der Verbesserung der Verwaltung veranstaltete. Mit dem Schlagwort „Keine Steuererhöhungen, Finanzgesundung“ wurde dann Ministerpräsident Nakasone das Ergebnis vorgelegt, nämlich die "three public corporations" (engl. für die sogenannten 三公社 sankōsha, „drei öffentliche Gesellschaften“) zu reformieren: die "Japanese National Railways" (engl. für die Japanische Staatsbahn), die "Nippon Telegraph and Telephone Public Corporation" (engl. für die 日本電信電話公社 Nippon denshin denwa kōsha; NTT) und die "Japan Tobacco and Salt Public Corporation" (engl. für die 日本専売公社 Nippon senbai kōsha, „japanische Monopolgesellschaft“). Daraus entstanden dann die Japan Railways Gruppe, die Nippon Telegraph and Telephone Corp. (engl. für die Nippon denshin denwa KK; NTT) und die Japan Tobacco (engl. für die Nihon Tabako sangyō; JT), alle privatrechtlich als Aktiengesellschaften (KK, engl. "Corp./Ltd./Inc./Co., Ltd./Co."/u. a.) organisiert. 1986 zog sich Dōko ins Privatleben zurück.